# Eine-Welt-Kirche

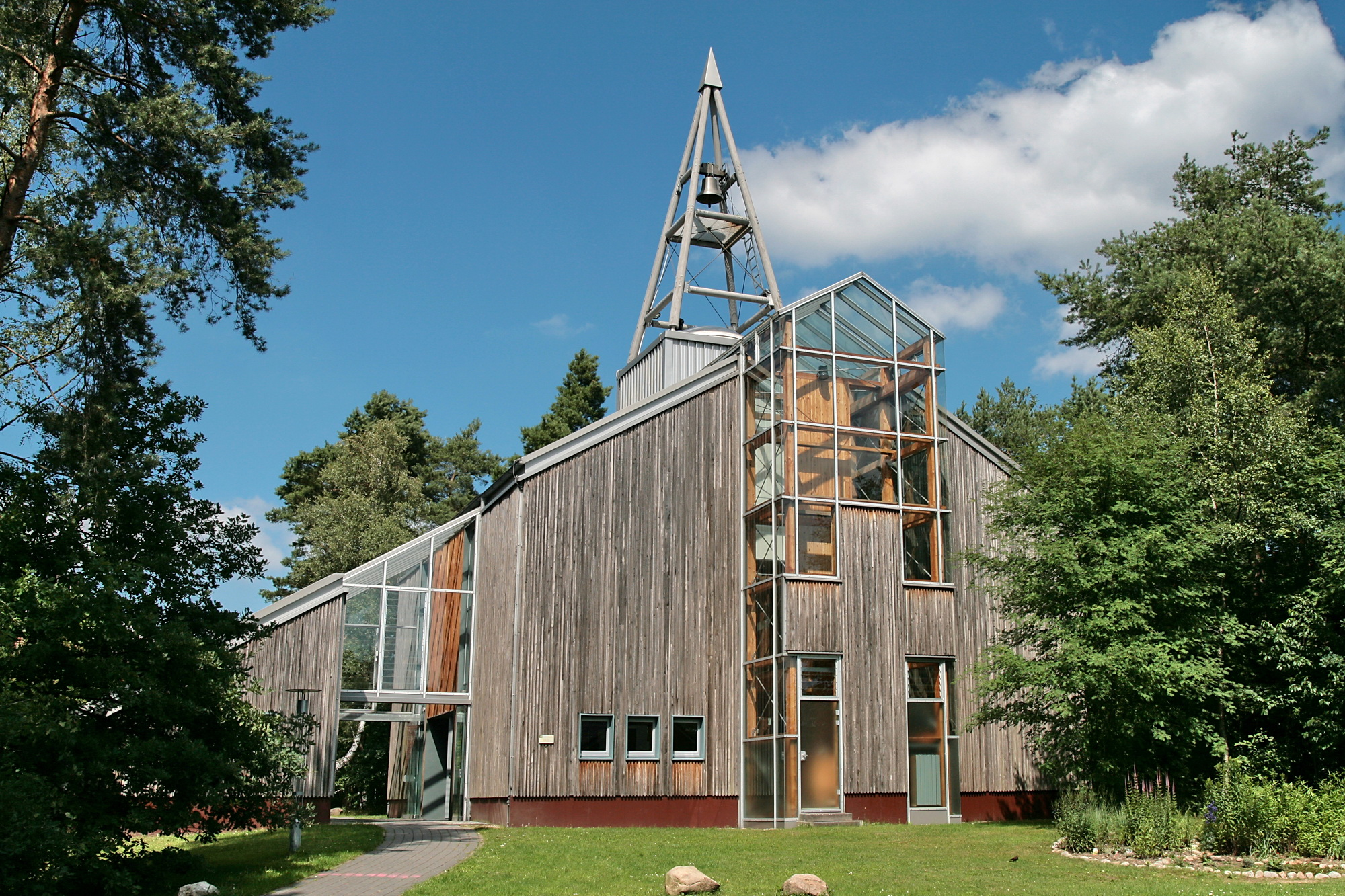
Eine-Welt-Kirche in Schneverdingen

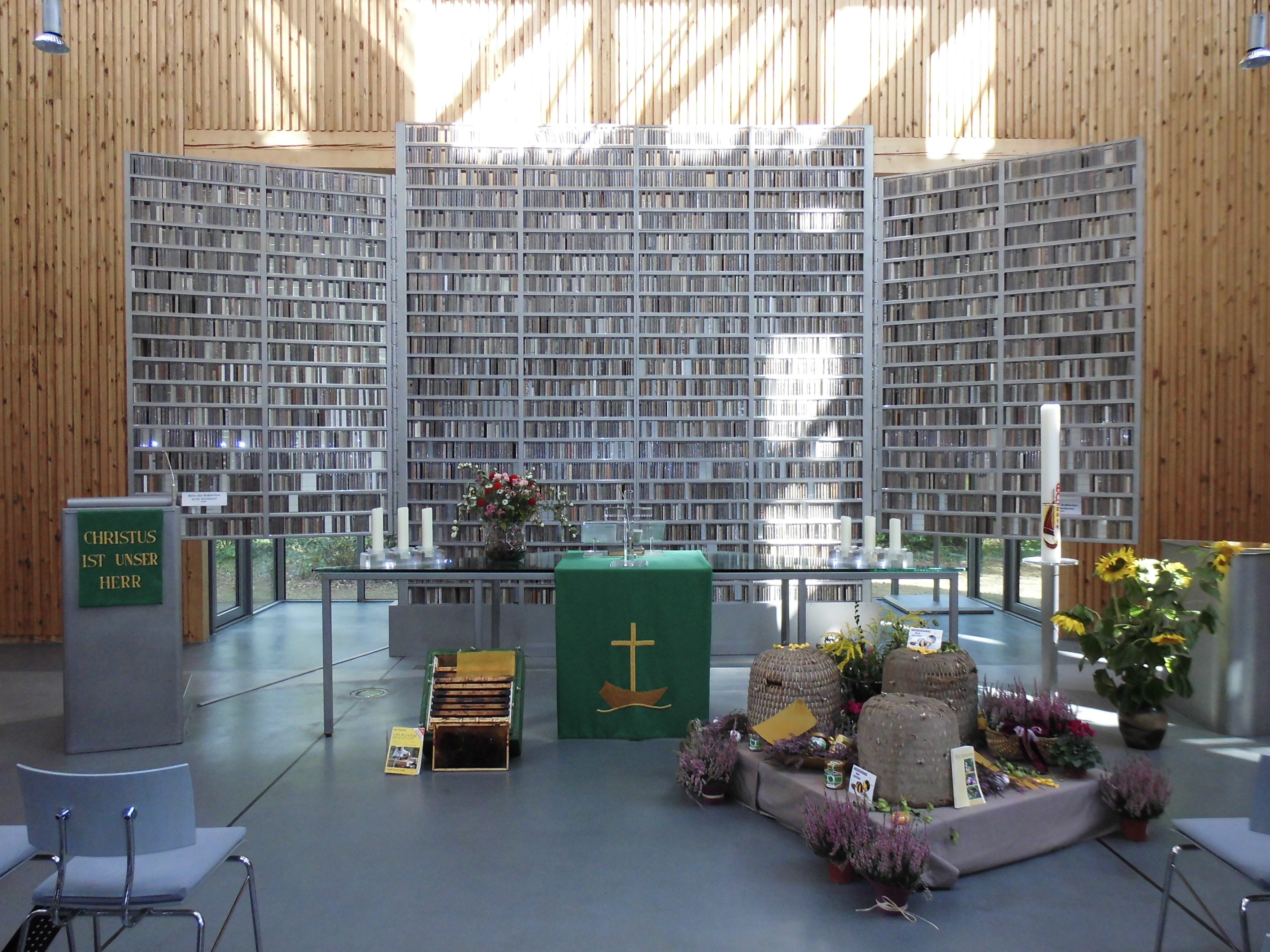
Eine-Erde-Altar in der Kirche

Die Eine-Welt-Kirche ist eine Kirche im südöstlichen Stadtgebiet von Schneverdingen, einer Stadt im Heidekreis in Niedersachsen. Sie wurde 1999 im Rahmen eines dezentralen Projektes der Expo 2000 in Holzbauweise errichtet. Innerhalb der Eine-Welt-Kirche ist der Eine-Erde-Altar die Hauptattraktion. In ihm sind in so genannten Büchern 7.000 von Spendern beigetragene Erd- und Sandproben aus der ganzen Welt gesammelt. Alle Bücher sind nummeriert und in einer (auch im Internet ersichtlichen) Liste aufgeführt, so dass zu jedem Buch der Aufsammelort der Erd- oder Sandprobe genannt werden kann.
Die Eine-Welt-Kirche beheimatet die evangelisch-lutherische Markus-Kirchengemeinde Schneverdingen im Sprengel Stade der Evangelisch-lutherischen Landeskirche Hannovers.

## Kirchengebäude
- Idee: Pastor Paul Dalby
- Planung: Architekturbüro Lothar Tabery, Bremervörde
- Brettstapeltechnik: Julius Natterer, Lausanne (Schweiz)
- Konzeption des Eine-Erde-Altars: Marianne Greve, Hamburg

Das Kirchengebäude steht auf dem Grundstück Ernst-Dax-Str. 8. Als Baustoff für die Kirche wurde an erster Stelle Holz verwendet. Das tragende Balkenwerk besteht aus Fichtenholz mit Stahlverspannungen. Wände und Dach bestehen außen aus Eichenholz und innen aus Kiefernholz. Zwischen der äußeren und der inneren Wand befindet sich eine Wärmedämmung und eine Feuchtigkeitssperre. Die Wände sind in Brettstapelbauweise erstellt. Kiefernstämme bilden die grau erscheinende Turmspitze. Die aus Baumstämmen geschnittenen Bretter und Bohlen wurden zu Wandelementen zusammengefügt, mit einem Kran in senkrechter Aufstellung in das Holzrahmengerüst eingesetzt und zu einer geschlossenen Wand verbunden. Dieses Bauprinzip ist auf einem der vier Fensterbilder, die sich seitlich neben dem Eingang zur Kirche befinden, schematisch dargestellt. Das Holz stammt aus notwendigen Durchforstungen in heimischen Wäldern. Die Kiefer aus dem Forstamt Sellhorn (Landkreis Heidekreis), die Eiche aus dem Forstamt Harsefeld (Landkreis Stade). Rund 600 Kubikmeter Holz wurden in Sägewerken und Zimmereibetrieben der Region verarbeitet. Das Holz der Wände ist unbehandelt. Die Glocke im Dachreiter wurde 1999 von der Glocken- und Kunstgießerei Rincker gegossen.

## Geschichte
Nachdem die Einwohnerzahl von Schneverdingen nach dem Zweiten Weltkrieg stark angestiegen war und östlich der Heidebahn größere Neubaugebiete entstanden waren, erwies sich die Peter-und-Paul-Kirche nun als zu klein. 1962 wurde ein Bauplatz an der Heberer Straße erworben, auf dem von 1965 bis 1968 ein Pfarrhaus und ein Gemeindehaus erbaut wurden, das auch einen Kirchsaal beinhaltete. Von 1989 bis 1991 folgte der Bau eines Kindergartens. Zum 1. Januar 1994 wurde aus der Kirchengemeinde Peter und Paul die Markus-Kirchengemeinde ausgegliedert, die das Gebiet östlich der Heidebahn in der Stadt Schneverdingen umfasst.
Bereits 1994 fertigte das Architekturbüro Lothar Tabery erste Entwürfe für eine Kirche in Holzbauweise an. Die Grundsteinlegung für die Kirche fand am 29. November 1998, dem 1. Sonntag im Advent, statt. Das Richtfest wurde im Oktober 1999 gefeiert. Die Einweihung folgte am 19. Dezember 1999, dem 4. Adventssonntag, durch Landessuperintendent Jürgen Johannesdotter.